# Ratolí (ordinador)

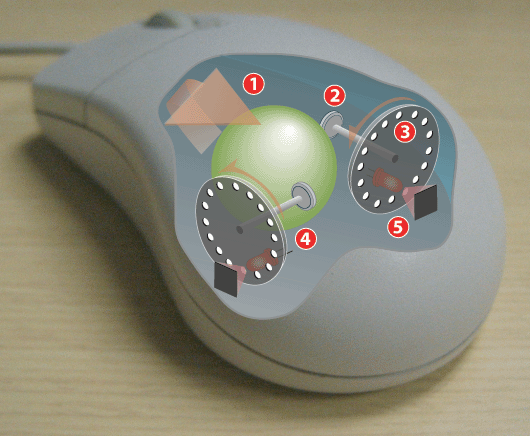
Funcionament del ratolí mecànic.
1: En moure el ratolí es fa girar la bola
2: la qual mou uns cilindres ortogonals
3: units als discos de codificació òptica, opacs però perforats
4: què, depenent de la seva posició, poden deixar passar o interrompre els raigs infrarojos emesos per un LED.
5: Aquests polsaments són captats per uns sensors què els converteixen en velocitat vertical i horitzontal.

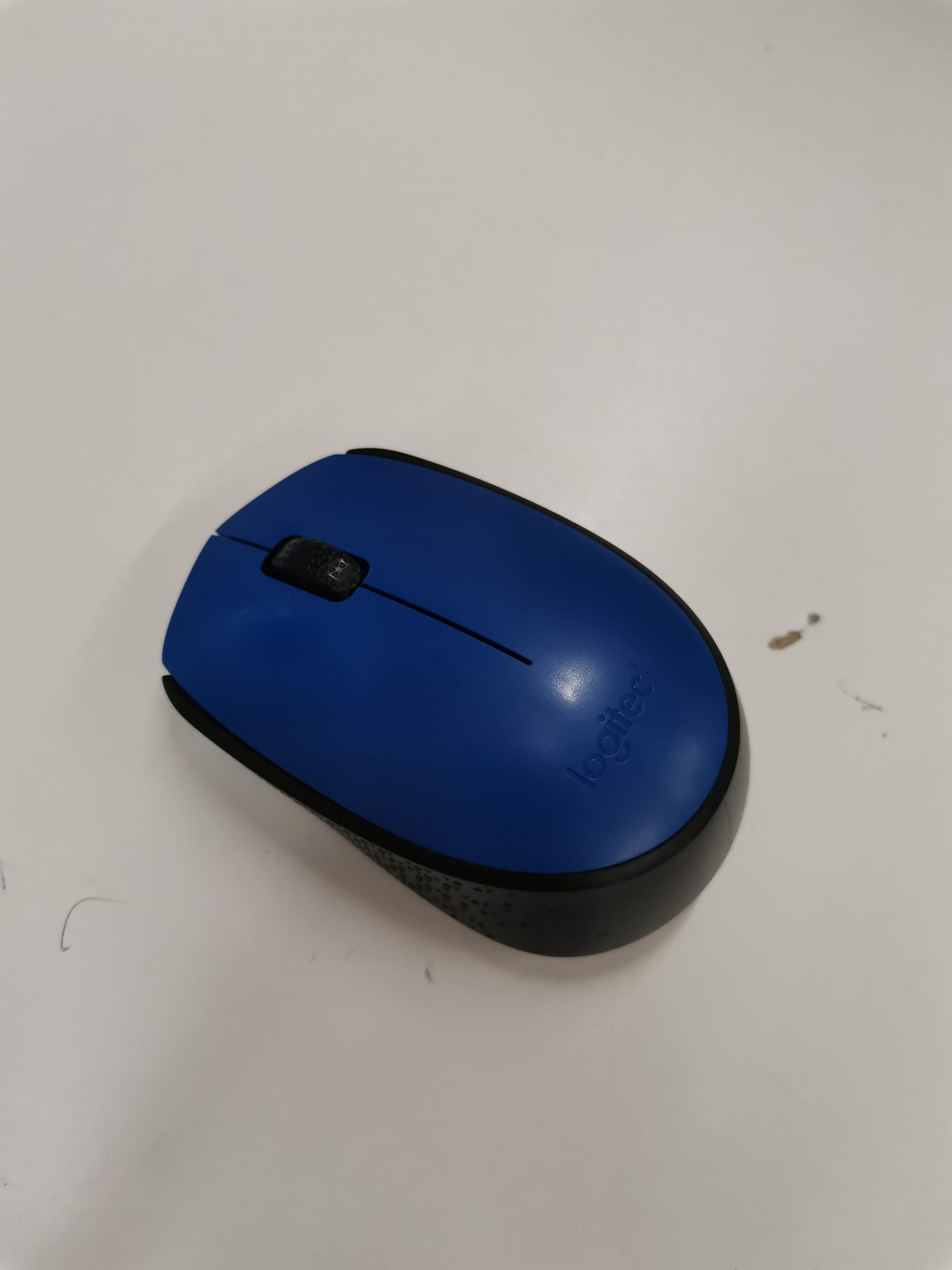
Exemple de ratolí sense fils.

El ratolí o mouse (de l'anglès, pronunciat [maʊs]) és un dispositiu apuntador utilitzat per facilitar el maneig d'un entorn gràfic en un ordinador. Generalment està fabricat en plàstic i es fa servir amb una de les mans. Detecta el seu moviment relatiu en dues dimensions per la superfície plana en la qual es recolza, apareixent a la pantalla com un punter o fletxa.
Avui en dia és un element imprescindible en un ordinador per la majoria de les persones, i tot i l'aparició d'altres tecnologies amb una funció similar, com el trackpad o la pantalla tàctil. Probablement en el futur podria desaparèixer en ser possible moure el cursor o el punter amb els ulls o fent servir el reconeixement de veu.

## El nom
Inicialment, al patentar-se va rebre el nom de "X-Y Position Indicator for a Display System" (Indicador de Posició X-Y per un sistema amb pantalla), el nom més comú és el de ratolí (de l'anglès mouse). Aquest nom el va rebre per part de l'equip de la universitat Stanford encarregat del seu desenvolupament, per la seva forma. Aparegué per primer cop descrit a "The Computer as a Communication Device" per J. C. R. Licklider l'any 1968.

## Funcionament

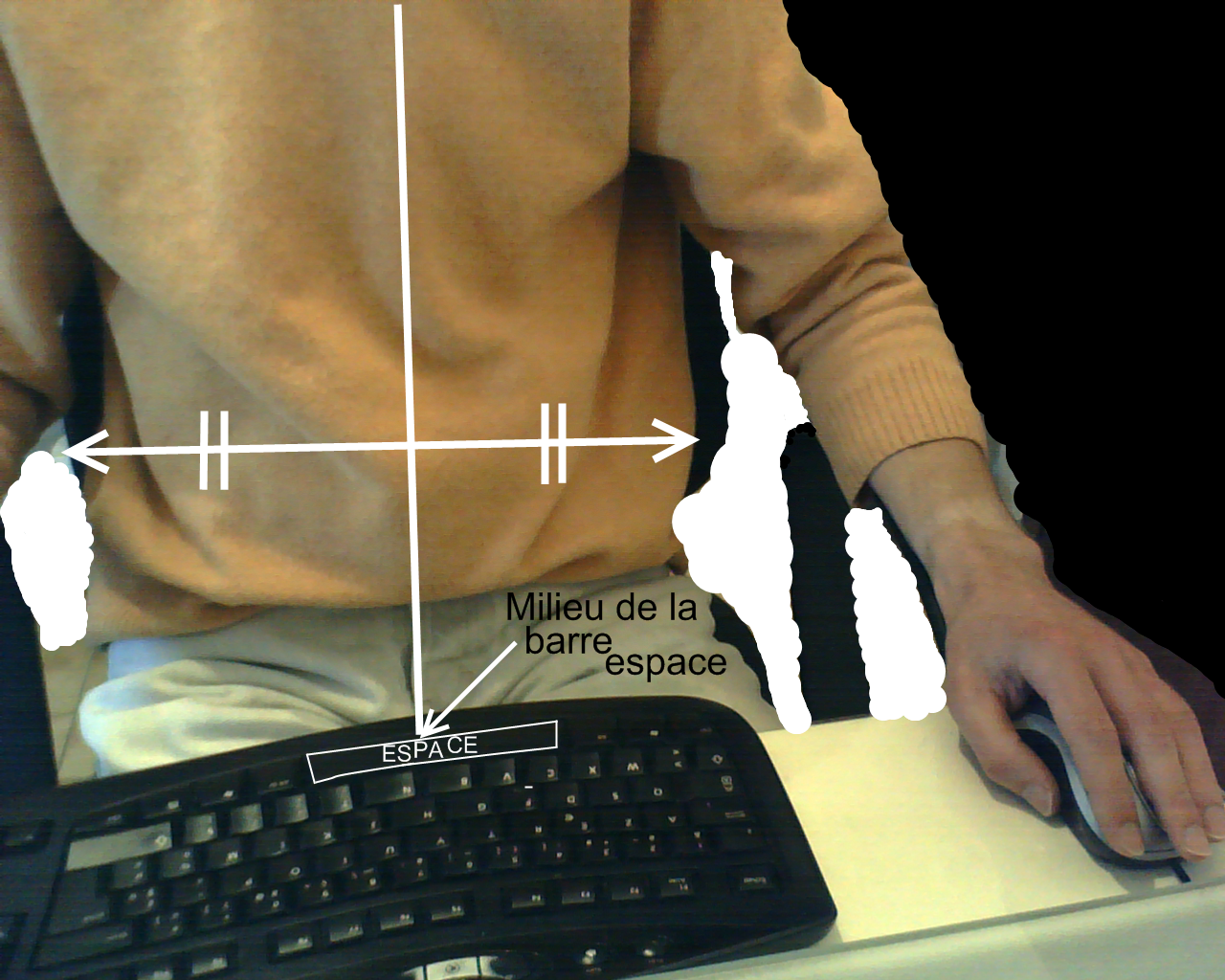
Posició del teclat en relació al cos i el ratolí a la mà esquerra.

Normalment té dos o tres botons de pulsació que permeten activar fent-hi clic diverses accions, depenent del botó premut (esquerre, central, dret) i de l'àrea on es trobi el cursor. Actualment la majoria de ratolins tenen una roda central que substitueix al tercer botó, cosa que permet més comoditat en l'ús d'algunes aplicacions (com per exemple, els processadors de text o les finestres dels navegadors d'Internet) en integrar accions relacionades amb el moviment ascendent i descendent del contingut de la pantalla.
Hi ha ratolins que van amb un mecanisme d'una rodeta a la part inferior del ratolí i també amb un làser que detecta els moviments i fa la mateixa funció que la rodeta. És una part de l'ordinador que pot anar amb un cable connectat a la unitat central (o en un lloc especial del portàtil) o també pot anar sense cables i es fa connectant un receptor al mateix lloc.

## Història
Va ser dissenyat per Douglas Engelbart i Bill English en els anys 60 al Stanford Research Institute, un laboratori de la Universitat Stanford, a Silicon Valley, Califòrnia. Més tard va ser millorat als laboratoris de la companyia Xerox a Palo Alto (coneguts amb el nom de Xerox PARC). La seva invenció no va ser un fet banal ni fortuït, sinó que va sorgir dins d'un projecte important que buscava augmentar l'intel·lecte humà millorant la comunicació entre l'home i la màquina. Amb la seva aparició, va aconseguir també donar el pas definitiu a l'aparició dels primers entorns o interfícies gràfiques d'usuari.

### La primera maqueta

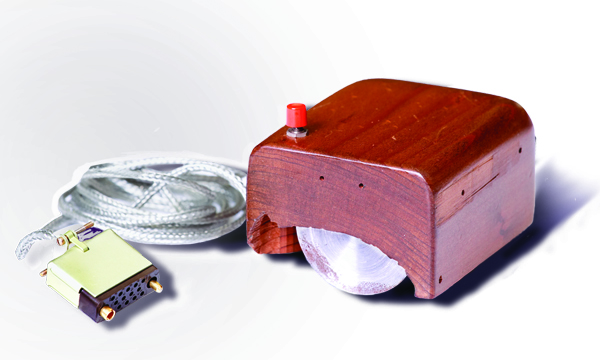
Primer prototip de ratolí

La primera maqueta es va construir de manera artesanal en fusta, i es va patentar amb el nom de "XY Position Indicator for a Display System".
Malgrat el seu aspecte arcaic, el seu funcionament bàsic segueix sent el mateix. Tenia un aspecte de llamborda, encaixava bé a la mà i disposava de dues rodes metàl·liques que, en desplaçar-se per la superfície, movien dos eixos: un per controlar el moviment vertical del cursor en pantalla i l'altre per al sentit horitzontal, comptant a més amb un botó vermell a la part superior.
Per primera vegada s'aconseguia un intermediari directe entre una persona i l'ordinador, era una cosa que, a diferència del teclat, qualsevol podia aprendre a utilitzar gairebé sense cap coneixement previ. En aquesta època la informàtica encara estava en una etapa primitiva: executar un simple càlcul necessitava instruccions escrites en un llenguatge de programació.

### Presentació
El 9 de desembre de 1968, Engelbart i el seu grup de 17 investigadors que treballen al Augmentation Research Center del SRI International, va fer una presentació pública en directe de 90 minuts a través del sistema en línia, NLS, en el qual havia estat treballant des de 1962. La presentació va ser durant una reunió de la Conferència Fall Joint Computer celebrada al centre de convencions de San Francisco al qual van assistir prop de 1.000 professionals de la informàtica. Degut a la transcendència del que es presentava va ser anomenada The Mother of All Demos (La mare de totes les presentacions). Aquest va ser el debut públic del ratolí d'ordinador, però també una primera videoconferència, l'hipertext, el processador de text, la hipermedia, l'enllaçat dinàmic i l'editor col·laboratiu, amb pantalla compartida entre dues persones en diferents llocs comunicats amb una xarxa d'àudio i vídeo.
Engelbart realment es va avançar diverses dècades a un futur possible, ja des de 1951 havia començat a desenvolupar les possibilitats de connectar ordinadors en xarxa, quan tot just n'existien algunes dotzenes i bastant primitius, entre altres idees com el correu electrònic, del que seria el seu primer usuari. Va pensar que la informàtica podia usar-se per molt més que càlculs matemàtics, i el ratolí formava part d'aquest ambiciós projecte, que pretenia augmentar la intel·ligència col·lectiva fundant l'Augmentation Research Center a la Universitat Stanford.
I malgrat les esperances inicials d'Engelbart que fos la punta de l'iceberg per a un desenvolupament de diferents components informàtics similars, una dècada després era una cosa única, revolucionaria, que encara no havia obtingut popularitat. De fet diversos dels conceptes i idees sorgits encara avui dia han aconseguit èxit. Engelbart tampoc va aconseguir una gran fortuna, la patent adjudicava tots els drets a la Universitat Stanford i ell va rebre un xec d'uns 10.000 dòlars.

### L'èxit d'Apple
El 27 d'abril de 1981 es llançava al mercat el primer ordinador amb ratolí inclòs: Xerox Star 8010, fonamental per a la nova i potent interfície gràfica que depenia d'aquest perifèric, que va ser al seu torn, una altra revolució. Posteriorment, van sorgir altres computadores que també van incloure el perifèric, algunes d'elles van ser la Commodore Amiga, l'atari ST, i la coneguda Apple Lisa. Dos anys després, Microsoft, que havia tingut accés al ratolí de Xerox en les seves etapes de prototip, va donar a conèixer el seu propi disseny disponible a més amb les primeres versions del processador de text Microsoft Word. Tenia dos botons en color verd i podia adquirir per 195 dòlars, però el seu preu elevat per llavors i el no disposar d'un sistema operatiu que realment ho aprofités, va fer que passés completament inadvertit.
No va ser fins a l'aparició del Macintosh el 1984 quan aquest perifèric es va popularitzar. El seu disseny i creació va anar a càrrec de nou de la Universitat Stanford, quan Apple el 1980 va demanar a un grup de joves un perifèric segur, barat i que es pogués produir en sèrie. Partien d'un ratolí basat en tecnologia de Xerox d'un cost al voltant dels 400 dòlars, amb un funcionament regular i gairebé impossible de netejar. El president, Steve Jobs, volia un preu entre els 10 i els 35 dòlars.
Si bé hi ha moltes variacions posteriors, algunes innovacions recents i amb èxit han estat l'ús d'una roda central o lateral, el sensor de moviment òptic per díode LED, ambdues introduïdes per Microsoft el 1996 i 1999 respectivament, o el sensor basat en un làser no visible del fabricant Logitech.
En l'actualitat, la marca europea Logitech és una de les empreses dedicades a la fabricació i desenvolupament d'aquests perifèrics, més de la meitat de la seva producció la comercialitza a través de terceres empreses com IBM, Hewlett-Packard, Compaq o Apple.

## Funcionament

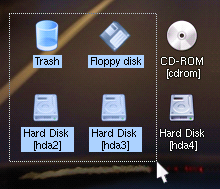
Imatge habitual d'un punter mogut per la pantalla usant un ratolí.

El seu funcionament principal depèn de la tecnologia que utilitzi per capturar el moviment en ser desplaçat sobre una superfície plana o catifa del ratolí especial per ratolí, i transmetre aquesta informació per moure una fletxa o punter sobre el monitor de l'ordinador. Depenent de les tecnologies emprades en el sensor del moviment o pel seu mecanisme i del mètode de comunicació entre aquest i l'ordinador, hi ha molts tipus o famílies. Matemàticament el seu funcionament es basa en la Llei de Fitts.
L'objectiu principal o més habitual és seleccionar diferents opcions que poden aparèixer a la pantalla, amb un o dos clic, pulsacions, en algun botó o botons. Per a la seva maneig l'usuari ha d'acostumar tant a desplaçar el punter com a prémer amb un o dos clics per a la majoria de les tasques.
Amb l'avanç de les noves computadores, el ratolí ha esdevingut un dispositiu essencial a l'hora de jugar, destacant no només per seleccionar i accionar objectes en pantalla en jocs estratègics, sinó per canviar la direcció de la càmera o la direcció d'un personatge a jocs de primera o tercera persona. Comunament en la majoria d'aquests jocs, els botons del ratolí s'utilitzen per accionar les armes o objectes seleccionats i la roda del ratolí serveix per recórrer els objectes o armes del nostre inventari.

## Tipus o models

### Pel mecanisme

#### Mecànics

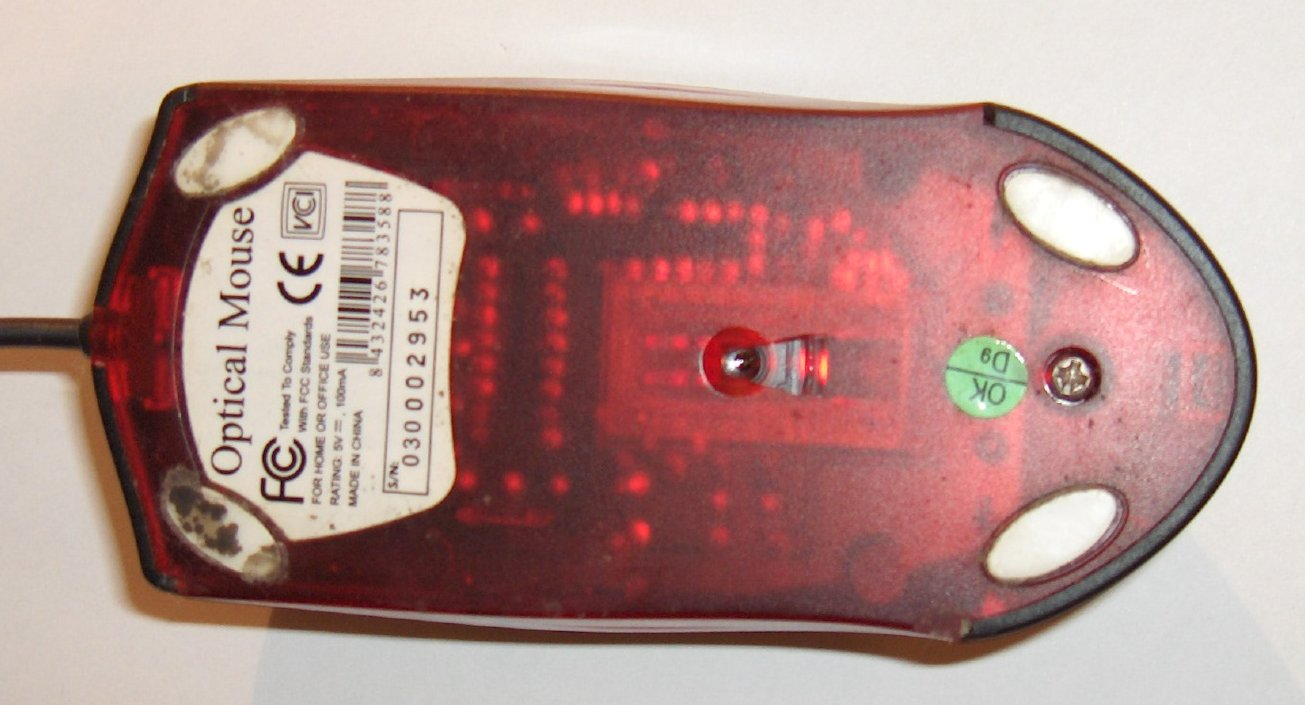
Part inferior d'un ratolí amb cable i sensor òptic.

Tenen una gran esfera de plàstic o goma, de diverses capes, a la part inferior per moure dues rodes que generen polsos en resposta al moviment d'aquest sobre la superfície. Una variant és el model de Honeywell que utilitza dues rodes inclinades 90 graus entre elles en comptes d'una sola esfera.
La circuiteria interna compte els polsos generats per la roda i envia la informació a l'ordinador, que mitjançant programari processa i interpreta.

#### Òptics
És una variant que no té la bola de goma que evita el freqüent problema de l'acumulació de brutícia en els eixos de transmissió, i per les seves característiques òptiques és menys propens a patir problemes similars. Es considera un dels més moderns i pràctics actualment. Pot tenir una resolució límit de 800 punts per polzada, com a quantitat de punts diferents que pot reconèixer en 2,54 centímetres. El seu funcionament es basa en un sensor òptic que fotografia la superfície sobre la qual es troba i detectant les variacions entre successives fotografies, es determina si el ratolí ha canviat la seva posició. En superfícies polides o sobre determinats materials brillants, el ratolí òptic causa moviment nerviós sobre la pantalla, per això es fa necessari l'ús d'una catifa de ratolí o superfície que, per aquest tipus, no ha de ser brillant i millor si no té gravats multicolors que puguin "confondre" la informació lluminosa retornada.

#### Làser
Aquest tipus és més sensible i precís, fent aconsellable especialment per als dissenyadors gràfics i els jugadors de videojocs. També detecta el moviment lliscant sobre una superfície horitzontal, però el feix de llum de tecnologia òptica se substitueix per un làser amb resolucions a partir de 2000 ppp, el que es tradueix en un augment significatiu de la precisió i sensibilitat.

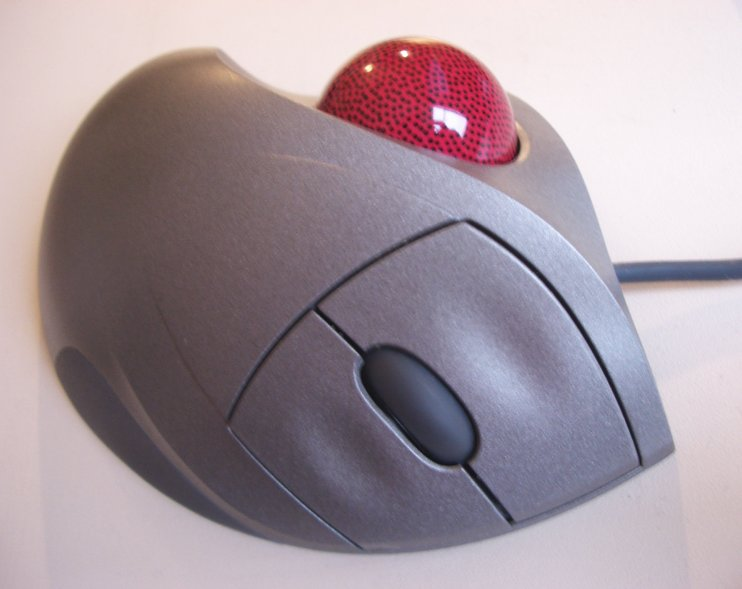
Un ratolí de bola de Logitech.

#### Ratolí de bola
El concepte del ratolí de bola (en anglès trackball) és una idea que parteix del fet: s'ha de moure el punter, no el dispositiu, de manera que s'adapta per presentar una bola, de manera que quan es col·loqui la mà sobre es pugui moure mitjançant el dit polze, sense necessitat de desplaçar res més ni tota la mà com abans. D'aquesta manera es redueix l'esforç i la necessitat d'espai, a més d'evitar un possible mal d'avantbraç pel moviment d'aquest. A algunes persones, però, no els acaba de resultar realment còmode. Aquest tipus ha estat molt útil per exemple en la informatització de la navegació marítima.

### Per la connexió

#### Per cable

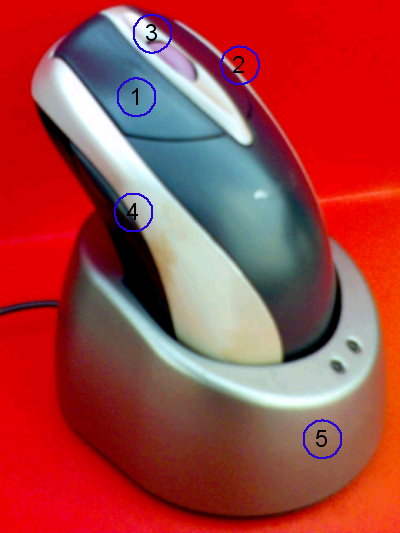
Un model sense fil amb roda i quatre botons, i la base receptora del senyal.

És el format més popular i més econòmic, però existeixen multitud de característiques afegides que poden elevar el seu preu, per exemple si fan ús de tecnologia làser com a sensor de moviment. Actualment es distribueixen amb dos tipus de connectors possibles, tipus USB i PS/2; antigament també era popular usar el port sèrie.
És el preferit pels videojugadors experimentats, ja que la velocitat de transmissió de dades per cable entre el ratolí i l'ordinador és òptima en jocs que requereixen una gran precisió.

#### Sense fil
En aquest cas el dispositiu no té un cable que ho comuniqui amb l'ordinador, en el seu lloc utilitza algun tipus de tecnologia sense fils. Per això requereix un receptor que rebi el senyal sense fils que produeix, mitjançant bateries, el ratolí. El receptor normalment es connecta a l'ordinador a través d'un port USB o PS/2. Segons la tecnologia sense fils utilitzada poden distingir diverses possibilitats:
- Ràdio Freqüència (RF): És el tipus més comú i econòmic d'aquest tipus de tecnologies. Funciona enviant un senyal a una freqüència de 2.4 GHz, popular a la telefonia mòbil o cel·lular, la mateixa que els estàndards IEEE 802.11b i IEEE 802.11g. És popular, entre altres coses, pels seus pocs errors de desconnexió o interferències amb altres equips sense fil, a més de disposar d'un abast suficient: fins a uns 10 metres.
- Infraroig (IR): Aquesta tecnologia utilitza un senyal d'ona infraroja com a mitjà de transmissió de dades, popular també entre els controls o comandaments remots de televisions, equips de música o en telefonia mòbil. A diferència de l'anterior, té un abast mitjà inferior als 3 metres, i tant l'emissor com el receptor han d'estar en una mateixa línia visual de contacte directe ininterromput perquè el senyal es rebi correctament. Per això el seu èxit ha estat menor, arribant fins i tot a desaparèixer del mercat.
- Bluetooth (BT): Bluetooth és la tecnologia més recent com a transmissió sense fil (estàndard IEEE 802.15.1), que compta amb cert èxit en altres dispositius. El seu abast és d'uns 10 metres o 30 peus (que correspon a la Classe 2 de l'estàndard Bluetooth).

### Pel nombre de botons

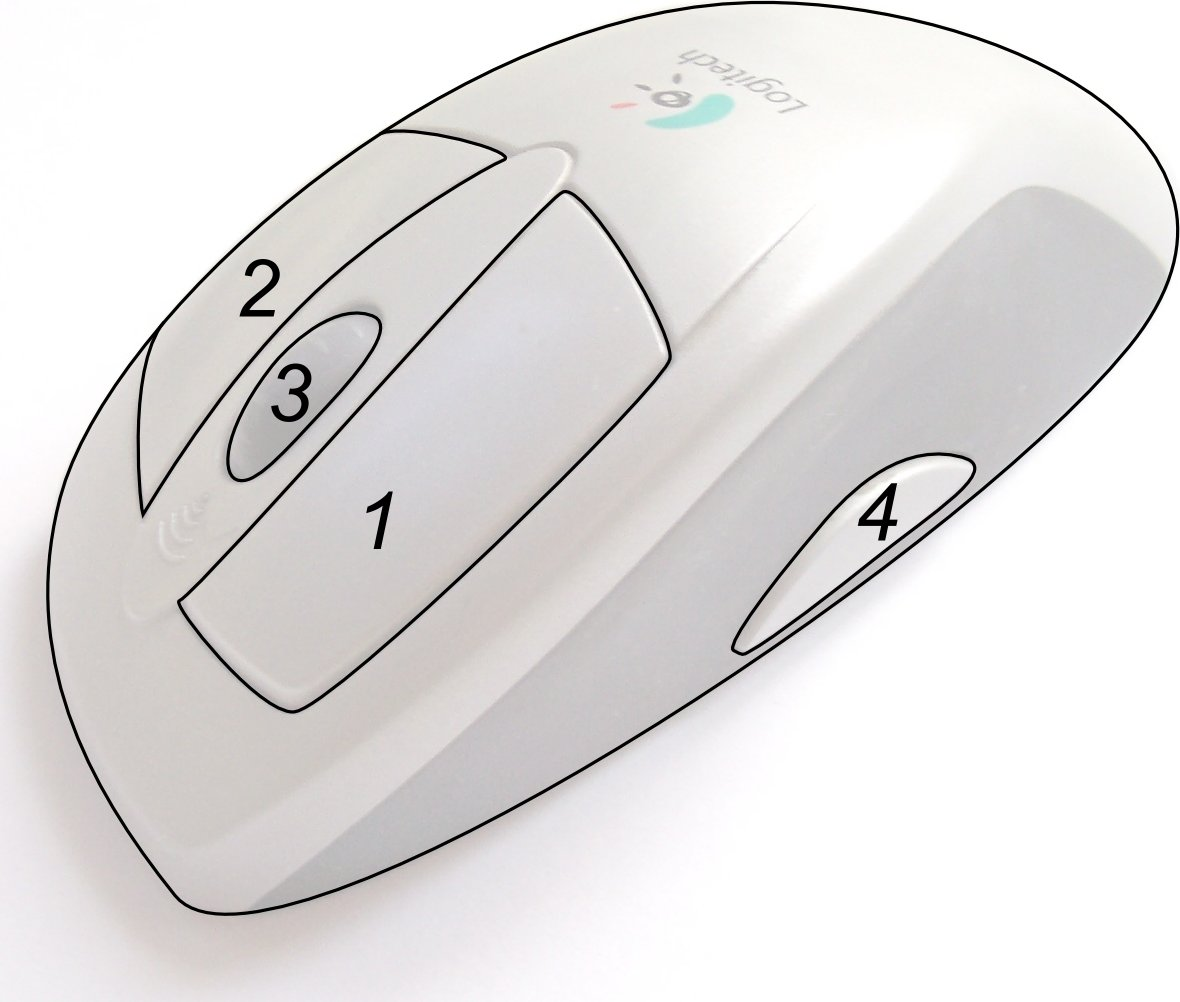
Model sense fil amb quatre botons.

Fins a mitjans de 2005, la coneguda empresa Apple, per als seus sistemes Mac apostava per un ratolí d'un sol botó, pensat per facilitar i simplificar l'usuari les diferents tasques possibles. Actualment ha llançat un model amb dos botons simulats virtuals amb sensors sota la coberta plàstica, dos botons laterals programables, i una bola per moure el punter, anomenat Mighty Mouse.
En Windows, el més habitual és l'ús de dos o tres botons principals. En sistemes UNIX com GNU/Linux que utilitzin entorn gràfic (X Window), era habitual disposar de tres botons (per facilitar l'operació de copiar i enganxar dades directament). En l'actualitat la funcionalitat del tercer botó queda en molts casos integrada a la roda central de tal manera que a més de poder girar-se, pot prémer.
Avui dia qualsevol sistema operatiu modern pot fer ús de fins aquests tres botons diferents i fins i tot reconèixer més botons extra als quals el programari reconeix, i pot afegir diferents funcions concretes, com per exemple assignar a un quart i cinquè botó l'operació de copiar i enganxar text.
La sofisticació ha arribat a extrems en alguns casos, per exemple el MX610 de Logitech, llançat al setembre de 2005. Preparat anatòmicament per a destres, disposa de fins a 10 botons.

## El controlador

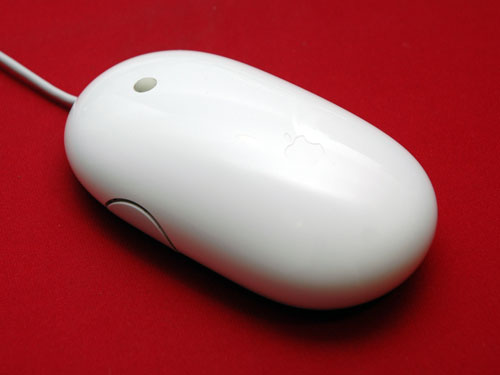
Model Mighty Mouse d'Apple.

És, des de fa un temps, comú a qualsevol equip informàtic, de manera que tots els sistemes operatius moderns solen incloure de sèrie un programari controlador (driver) bàsic perquè aquest pugui funcionar de manera immediata i correcta. Tanmateix, és normal trobar programari propi del fabricant que pot afegir una sèrie de funcions opcionals, o pròpiament els controladors si són necessaris.

## Problemes freqüents
- Punter que s'encalla a la pantalla: és la decisió més freqüent, s'origina a causa de l'acumulació de brutícia, frenant o dificultant el moviment del punter a la pantalla. Pot retirar fàcilment la bola de goma per la part inferior i així accedir als eixos de plàstic per a la seva neteja, usant un petit pinzell de truges dures. Per retardar l'aparició de brutícia a l'interior del ratolí és recomanable usar una estoreta de ratolí. Aquest problema és inexistent amb tecnologia òptica, ja que no requereix parts mecàniques per detectar el desplaçament. És un dels principals motius del seu èxit.
- Pèrdua de sensibilitat o contacte dels botons: es manifesta quan es prem una vegada un botó i l'ordinador el rep com cap, dues o més clics consecutius, de manera errònia. Això es deu al desgast de les peces de plàstic que formen part dels botons del ratolí, que ja no colpegen o premen correctament sobre el polsador electrònic. En cas d'ús freqüent, el desgast és normal, i sol donar-se a una xifra inferior al mil·límetre per cada 5 anys de vida útil.
- Dolors musculars causats per l'ús del ratolí: si l'ús de l'ordinador és freqüent, és important usar un model el més ergonòmic possible, ja que pot comportar problemes físics al Canell o braç de l'usuari. Això és per la posició totalment plana que adopta la mà, que pot resultar forçada, o pot també produir-se un fort desgast de l'osset que sobresurt del canell, fins al punt de considerar una malaltia professional. Existeixen estoretes especialment dissenyades per millorar la comoditat en usar el ratolí.